# Liste der Stadtteile Denvers

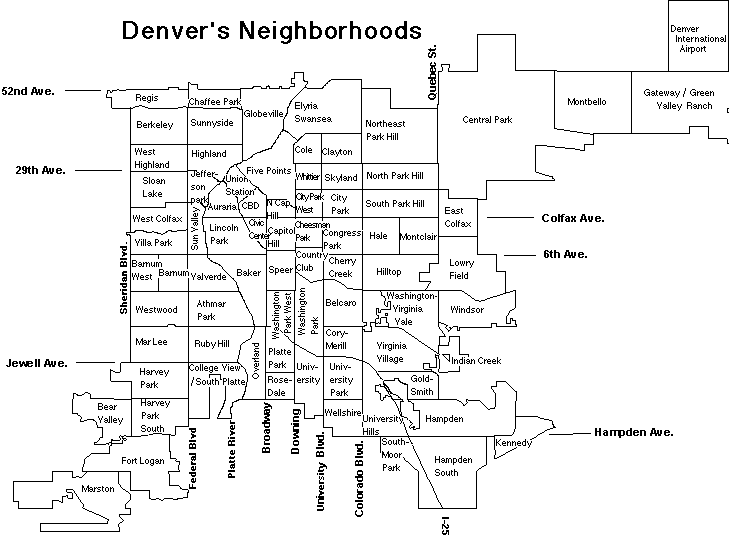
Die Grenzen der 79 offiziellen Stadtteile der City and County of Denver

Die Liste der Stadtteile Denvers nennt die 78 Stadtteile, die in Denver, Colorado in den Vereinigten Staaten als statistische Stadtteile festgelegt sind.
- Athmar Park
- Auraria
- Baker
- Barnum
- Barnum West
- Bear Valley
- Belcaro
- Berkeley
- Byers
- Capitol Hill
- Central Business District
- Chaffee Park
- Cheesman Park
- Cherry Creek
- City Park
- City Park West
- Civic Center
- Clayton
- Cole
- College View/South Platte
- Congress Park
- Cory-Merrill
- Country Club
- Crestmoor
- Curtis Park
- Denver International Airport
- East Colfax
- East Highlands
- Elyria-Swansea
- Five Points
- Fort Logan
- Globeville
- Goldsmith
- Gateway/Green Valley Ranch
- Hale
- Hampden
- Hampden Heights
- Hampden South
- Harvey Park
- Harvey Park South
- Highland
- Hilltop
- Indian Creek
- Jefferson Park
- Kennedy
- Lincoln Park
- Lowry Field
- Mar Lee
- Marston
- Mayfair
- Montbello
- Montclair
- North Capitol Hill
- North Park Hill
- Northeast Park Hill
- Overland
- Park Hill
- Parkfield
- Platt Platt Park
- Regis
- Rosedale
- Ruby Hill
- Skyland
- Sloan’s Lake
- South Park Hill
- Southmoor Park
- Speer
- Stapleton
- Sun Valley
- Sunnyside
- Union Station
- University
- University Hills
- University Park
- Valverde
- Villa Park
- Virginia Village
- Washington Park
- Washington Park West
- Washington-Virginia Vale
- Wellshire
- West Colfax
- West Highlands
- Westwood
- Whittier
- Windsor